# Jeremía Recoba
Jeremía Recoba Perrone (Como, Italia, 8 de octubre de 2003) es un futbolista ítalo-uruguayo. Juega de centrocampista y su equipo actual es el Unión Deportiva Las Palmas de la Segunda División de España.

## Trayectoria
En el año 2017 comenzó su formación juvenil en Danubio Fútbol Club con la sub-14, tuvo regularidad ya que jugó 30 partidos y convirtió 4 goles. Al año siguiente en Sexta División tuvo menos participación, de igual forma estuvo presente en 16 juegos y colaboró con 5 anotaciones. Para 2019 volvió a tener más minutos, jugó 27 partidos y anotó 7 goles con la sub-16. Debido a la Pandemia de COVID-19 durante 2020 no jugaron tanto, de igual forma se destacó y volvió a convertir 7 goles en los 13 partidos que defendió la sub-17, además fue ascendido a Tercera División y jugó en 2 oportunidades.
Le dedicó unos meses a ponerse en forma durante 2021, ya que dejó Danubio pero no estaba solucionado lo legal, entrenó con Tercera División en el Club Nacional de Football hasta que finalmente fue fichado por los tricolores. En 2022 asumió como técnico de Tercera su padre, Álvaro Recoba. Se incorporó a los entrenamientos de Tercera desde el comienzo, en la primera fecha del campeonato no tuvo minutos. Culminó el año con 20 presencias y 3 goles, ganaron el Torneo Apertura, Clausura y el Campeonato Uruguayo de la categoría.
Durante 2023 se consolidó como titular en Tercera División y su buen rendimiento le valió firmar su primer contrato como profesional el 6 de septiembre, hasta diciembre de 2024. Comenzó a entrenar con el plantel de Primera en algunas oportunidades mientras jugó en su categoría.
Debido a resultados adversos del primer equipo, el 20 de octubre asumió como entrenador principal Álvaro Recoba, por lo que dejó su puesto en Tercera División.
Fue ascendido al plantel absoluto y convocado por primera vez para la Copa Uruguay 2023. Debutó como profesional el 29 de octubre de 2023, el entrenador lo hizo ingresar al minuto 75 por Diego Zabala para enfrentar a Potencia y ganaron 0-4 en el Estadio Alfredo Víctor Viera. Disputó su primer encuentro oficial con 20 años y la camiseta número 66.
No volvió a ser considerado en el primer equipo el resto de la temporada, se enfocó en Tercera División con el nuevo entrenador Rafael García, estuvo presente en 23 encuentros, fue el goleador del equipo 12 anotaciones. Jugaron la definición por el Torneo Clausura el 4 de diciembre contra Peñarol, fue titular y ya en tiempo cumplido recibió un balón en su área, encaró y dejó atrás un defensa, llegó al área chica rival, evadió al portero y otro defensa, lo que le permitió convertir el gol que sentenció el triunfo albo 2-4. El 7 de diciembre volvieron a jugar el clásico contra los carboneros, fue titular nuevamente, en un partido parejo que culminó 1-1, por lo que fueron a penales y ganó Nacional tras dos paradas del portero Facundo Machado. Por tercera vez en una semana volvieron a jugar contra Peñarol, para definir al campeón de la temporada, estuvo en cancha desde el comienzo, tras comenzar en desventaja lograron dar vuelta el marcador y ganaron 2-1. Nacional se coronó ganador del Campeonato Uruguayo de Tercera División por tercer año consecutivo.
Realizó la pretemporada 2024 con el primer equipo desde el comienzo. El 13 de enero jugó su primer partido en el Gran Parque Central, ingresó en el segundo tiempo para enfrentar a Unión de Santa Fe en un amistoso, en los primeros minutos recibió un pase de Luciano Inverso y de primera la colocó en el ángulo superior derecho, lo que significó su primer gol con Nacional, el partido culminó 1-1, fueron a penales y con 2 paradas de Facundo Machado ganaron la copa amistosa.
Durante 2024 tuvo una participación intermitente en cuanto a su titularidad, totalizó 45 partidos jugados, colaboró con 9 goles y 6 asistencias, Nacional ganó el Torneo Intermedio.
El 26 de enero de 2025 fue titular en el primer partido oficial del año, fue contra Peñarol en el Estadio Centenario, al minuto 38 Nicolás López abrió el marcador para los tricolores, antes de finalizar la primera mitad, Jeremía recibió un pase en el área chica, lo bajó de pecho a espaldas del portero, se giró en el aire y de un derechazo convirtió el segundo tanto tricolor, finalmente ganaron 2-1 y se coronaron campeones de la Supercopa Uruguaya 2025. Fue su primer gol clásico oficial y en el festejo se lo dedicó a su padre el "Chino" Recoba.
El 19 de julio de 2025, fue fichado por la Unión Deportiva Las Palmas de la Segunda División de España, que adquirió el 50 % de su ficha. Firmó por tres temporadas por una cantidad estimada de 1 000 000 €.

## Estadísticas
Actualizado al último partido citado el 6 de julio de 2025.
| Club                        | Div.          | Temporada     | Liga  | Liga  | Liga   | Copas nacionales | Copas nacionales | Copas nacionales | Copas internacionales | Copas internacionales | Copas internacionales | Total | Total | Total  |
| Club                        | Div.          | Temporada     | Part. | Goles | Asist. | Part.            | Goles            | Asist.           | Part.                 | Goles                 | Asist.                | Part. | Goles | Asist. |
| --------------------------- | ------------- | ------------- | ----- | ----- | ------ | ---------------- | ---------------- | ---------------- | --------------------- | --------------------- | --------------------- | ----- | ----- | ------ |
| C. Nacional de F. · Uruguay | 1.ª           | 2023          | -     | -     | -      | 1                | 0                | 0                | -                     | -                     | -                     | 1     | 0     | 0      |
| C. Nacional de F. · Uruguay | 1.ª           | 2024          | 31    | 7     | 6      | 4                | 1                | 0                | 10                    | 1                     | 0                     | 45    | 9     | 6      |
| C. Nacional de F. · Uruguay | 1.ª           | 2025          | 22    | 4     | 0      | 1                | 1                | 0                | 5                     | 0                     | 0                     | 28    | 5     | 0      |
| C. Nacional de F. · Uruguay | Total club    | Total club    | 53    | 11    | 6      | 6                | 2                | 0                | 15                    | 1                     | 0                     | 74    | 14    | 6      |
| U. D. Las Palmas · España   | 2.ª           | 2025-26       | 0     | 0     | 0      | -                | -                | -                | —                     | —                     | —                     | 0     | 0     | 0      |
| U. D. Las Palmas · España   | Total club    | Total club    | 0     | 0     | 0      | 0                | 0                | 0                | 0                     | 0                     | 0                     | 0     | 0     | 0      |
| Total carrera               | Total carrera | Total carrera | 53    | 11    | 6      | 6                | 2                | 0                | 15                    | 1                     | 0                     | 74    | 14    | 6      |
| 1. 2.                       |               |               |       |       |        |                  |                  |                  |                       |                       |                       |       |       |        |

## Palmarés

### Títulos nacionales
| Título             | Club              | País    | Año  |
| ------------------ | ----------------- | ------- | ---- |
| Torneo Intermedio  | C. Nacional de F. | Uruguay | 2024 |
| Supercopa Uruguaya | C. Nacional de F. | Uruguay | 2025 |

### Distinciones individuales
| Distinción                                     | Año  |
| ---------------------------------------------- | ---- |
| Premios AUF - Joven talento del mes (abril)    | 2024 |
| Premios AUF - Joven talento del año (nominado) | 2024 |